# گو شوانگ
گو شوانگ (انگلیسی: Guo Shuang؛ زادهٔ ۲۶ فوریهٔ ۱۹۸۶) دوچرخه‌سوار اهل چین است.
وی در مسابقات کشوری و بین‌المللی در مجموع برندهٔ ۳ مدال طلا، ۷ مدال نقره و ۶ مدال برنز شده‌است.